# Emacs Lisp
Emacs Lisp — диалект языка программирования Lisp, используемый в текстовых редакторах GNU Emacs и XEmacs. Бо́льшая часть Emacs реализована на Emacs Lisp. Иногда также сокращённо называется elisp, хотя может возникнуть путаница со старым диалектом, имеющим такое же название и никак не связанным с Emacs Lisp.
Emacs Lisp отличает мощная библиотека работы с текстовыми файлами, построенная на основе манипуляции такими встроенными примитивами, как буфер (англ. buffer), выделенная область (англ. region), точка (англ. point) и пометка (англ. mark).
В отличие от других современных диалектов Лиспа (Common Lisp, Scheme), в Emacs Lisp присутствует только динамическая область видимости. Это не позволяет использовать такую технику функционального программирования, как замыкания. Расширение cl вносит в Emacs Lisp некоторые особенности Common Lisp, в том числе лексическую область видимости.

## Пример
Пример макроса на Emacs Lisp:
```
(
defmacro
 
inc
 
(
var
)

  
`
(
setq
 
,
var
 
(
1+
 
,
var
)))

```